# Pararenopontia breviarticulata
Pararenopontia breviarticulata är en kräftdjursart som beskrevs av Mielke 1975. Pararenopontia breviarticulata ingår i släktet Pararenopontia, och familjen Arenopontiidae. Arten har ej påträffats i Sverige.